# Testemunho (álbum de Brother Simion)
Testemunho é nome do nono álbum de estúdio do cantor Brother Simion, lançado em 2005 pela BS Produções.
O disco consiste em relatos do cantor sobre sua conversão ao Protestantismo evangélico em meados dos anos 80. O álbum ainda consta com mais quatro músicas bônus do álbum Eclipse, sendo três regravações acústicas e uma orquestrada.

## Antecedentes
Em 2004, Brother Simion optou pela independência e lançou Eclipse. Na época, em entrevista ao Super Gospel, o cantor disse: "Pra mim sempre é um desafio fazer um novo CD, compor músicas com temas atuais, pesquisar os sons, um laboratório dentro do meu próprio ser. A novidade é a tendência New Metal que tem o trabalho".
No entanto, além do disco de inéditas, o cantor também escreveu seu primeiro livro, contando a história de sua conversão religiosa. A história foi o mesmo pano de fundo para, mais tarde, a produção de Testemunho.

## Lançamento e recepção
| Críticas profissionais | Críticas profissionais |
| Avaliações da crítica  | Avaliações da crítica  |
| Fonte                  | Avaliação              |
| ---------------------- | ---------------------- |
| O Propagador           | [ 5 ]                  |

Testemunho foi lançado em 2005 pelo selo independente BS Produções. O guia discográfico do O Propagador atribuiu uma cotação de 3 de 5 estrelas para o álbum, com a justificativa de que "vendo a conter o testemunho de vida do cantor, chega a ser atrativo pela história, mas não há muito além a se explorar".

## Faixas
Todas as músicas por Brother Simion.
1. "Como Tudo Começou..." - 4:14
2. "Traficante" - 6:37
3. "Rio de Janeiro" - 4:32
4. "Amsterdã" - 6:34
5. "De Volta ao Brasil" - 5:28
6. "Camelo" - 6:55
7. "Viagem" - 4:23
8. "A Vitória" - 3:59
9. "Hotel Paradiso" - 4:49
10. "10 "Real"" - 3:59
11. "Ei, Amigo" - 3:32
12. "Onde Deus me Levar" - 4:34